# Elección especial del 6.º distrito congresional de Texas de 2021
La Elección especial del 6.º distrito congresional de Texas se llevó a cabo el 1 de mayo de 2021, luego que el representante titular Ron Wright falleciera el 7 de febrero de 2021 por COVID-19 durante la pandemia en Texas.

## Candidatos

### Partido Republicano

#### Declarado
- Michael Ballantine
- John Anthony Castro, abogado
- Mike Egan, empresario
- Jake Ellzey, representante estatal
- Brian Harrison, exjefe de personal del Departamento de Salud y Servicios Humanos (2019-2021)
- Sery Kim
- Travis Rodermund, Oficial de policía
- Daniel Rodimer[2]
- Jennifer Garcia Sharon
- Michael Wood
- Susan Wright, viuda del representante Ron Wright[3]

### Partido Demócrata

#### Declarado
- Lydia Bean, empresaria
- Daryl J. Eddings, empresario
- Matthew Hinterlong
- Tammy Allison Holloway
- Shawn Lassiter
- Patrick Moses
- Jana Sanchez, activista[4]
- Manuel R. Salazar
- Brian K. Stephenson
- Chris Suprun, paramédico

### Partido Libertario

#### Declarado
- Phil Gray

### Independiente

#### Declarado
- Adrian Mizher

## Elección primaria

### Encuestas
| Fuente de la encuesta       | Fecha(s) de realización | Tamaño de muestra | Margen de error | Lydia Bean (D) | Jake Ellzey (R) | Brian Harrison (R) | Sery Kim (R) | Shawn Lassiter (D) | Adrian Mizher (I) | Patrick Moses (D) | Dan Rodimer (R) | Jana Sanchez (D) | Susan Wright (R) | Otro | Indecisos |
| --------------------------- | ----------------------- | ----------------- | --------------- | -------------- | --------------- | ------------------ | ------------ | ------------------ | ----------------- | ----------------- | --------------- | ---------------- | ---------------- | ---- | --------- |
| Meeting Street Insights (R) | 11-13 de abril de 2021  | 400 (LV)          | ± 4.9%          | 5%             | 14%             | 12%                | <1%          | 3%                 | 1%                | <1%               | 2%              | 16%              | 15%              | –    | 23%       |
| Meeting Street Insights (R) | 11-13 de abril de 2021  | 400 (LV)          | ± 4.9%          | 7%             | 16%             | 12%                | –            | 5%                 | –                 | 3%                | 2%              | 20%              | 17%              | –    | 19%       |
| Data for Progress (D)       | 5-12 de abril de 2021   | 344 (LV)          | ± 5.0%          | 9%             | 13%             | 10%                | –            | 10%                | 2%                | –                 | –               | 16%              | 22%              | 2%   | 14%       |
| Global Strategy Group (D)   | 11-16 de marzo de 2021  | 500 (LV)          | ± 4.4%          | 6%             | 8%              | 6%                 | –            | 4%                 | –                 | 2%                | 1%              | 9%               | 18%              | –    | 45%       |
| Victoria Research (D)       | 9-12 de marzo de 2021   | 450 (LV)          | ± 4.6%          | 5%             | 8%              | –                  | 1%           | 3%                 | 3%                | 2%                | –               | 17%              | 21%              | 3%   | 39%       |

### Resultados

Resultado de las elecciones por condado:
Wright—20–30%
Wright—10–20%
Ellzey—20–30%

| Elección especial del 6.º distrito congresional de Texas de 2021 | Elección especial del 6.º distrito congresional de Texas de 2021 | Elección especial del 6.º distrito congresional de Texas de 2021 | Elección especial del 6.º distrito congresional de Texas de 2021 | Elección especial del 6.º distrito congresional de Texas de 2021 | Elección especial del 6.º distrito congresional de Texas de 2021 |
| Partido                                                          | Partido                                                          | Candidato/a                                                      | Votos                                                            | %                                                                |                                                                  |
| ---------------------------------------------------------------- | ---------------------------------------------------------------- | ---------------------------------------------------------------- | ---------------------------------------------------------------- | ---------------------------------------------------------------- | ---------------------------------------------------------------- |
|                                                                  | Republicano                                                      | Susan Wright                                                     | 15,077                                                           | 19.21%                                                           |                                                                  |
|                                                                  | Republicano                                                      | Jake Ellzey                                                      | 10,865                                                           | 13.85%                                                           |                                                                  |
|                                                                  | Demócrata                                                        | Jana Sanchez                                                     | 10,518                                                           | 13.40%                                                           |                                                                  |
|                                                                  | Republicano                                                      | Brian Harrison                                                   | 8,485                                                            | 10.81%                                                           |                                                                  |
|                                                                  | Demócrata                                                        | Shawn Lassiter                                                   | 6,973                                                            | 8.89%                                                            |                                                                  |
|                                                                  | Republicano                                                      | John Anthony Castro                                              | 4,321                                                            | 5.51%                                                            |                                                                  |
|                                                                  | Demócrata                                                        | Tammy Allison Holloway                                           | 4,240                                                            | 5.40%                                                            |                                                                  |
|                                                                  | Demócrata                                                        | Lydia Bean                                                       | 2,923                                                            | 3.72%                                                            |                                                                  |
|                                                                  | Republicano                                                      | Michael Wood                                                     | 2,509                                                            | 3.20%                                                            |                                                                  |
|                                                                  | Republicano                                                      | Michael Ballantine                                               | 2,225                                                            | 2.84%                                                            |                                                                  |
|                                                                  | Republicano                                                      | Daniel Rodimer                                                   | 2,088                                                            | 2.66%                                                            |                                                                  |
|                                                                  | Demócrata                                                        | Daryl J. Eddings                                                 | 1,654                                                            | 2.11%                                                            |                                                                  |
|                                                                  | Republicano                                                      | Mike Egan                                                        | 1,544                                                            | 1.97%                                                            |                                                                  |
|                                                                  | Demócrata                                                        | Patrick Moses                                                    | 1,189                                                            | 1.52%                                                            |                                                                  |
|                                                                  | Demócrata                                                        | Manuel R. Salazar III                                            | 1,120                                                            | 1.43%                                                            |                                                                  |
|                                                                  | Republicano                                                      | Sery Kim                                                         | 889                                                              | 1.13%                                                            |                                                                  |
|                                                                  | Republicano                                                      | Travis Rodermund                                                 | 460                                                              | 0.59%                                                            |                                                                  |
|                                                                  | Independiente                                                    | Adrian Mizher                                                    | 351                                                              | 0.45%                                                            |                                                                  |
|                                                                  | Demócrata                                                        | Brian K. Stephenson                                              | 271                                                              | 0.35%                                                            |                                                                  |
|                                                                  | Libertario                                                       | Phil Gray                                                        | 265                                                              | 0.34%                                                            |                                                                  |
|                                                                  | Demócrata                                                        | Matthew Hinterlong                                               | 252                                                              | 0.32%                                                            |                                                                  |
|                                                                  | Republicano                                                      | Jennifer Garcia Sharon                                           | 150                                                              | 0.19%                                                            |                                                                  |
|                                                                  | Demócrata                                                        | Chris Suprun                                                     | 102                                                              | 0.13%                                                            |                                                                  |
| Total                                                            | Total                                                            | Total                                                            | 78,471                                                           | 100.0%                                                           |                                                                  |

## Segunda vuelta

### Encuestas
| Fuente de la encuesta  | Fecha(s) de realización | Tamaño de muestra | Margen de error | Susan Wright (R) | Jake Ellzey (R) | Indecisos |
| ---------------------- | ----------------------- | ----------------- | --------------- | ---------------- | --------------- | --------- |
| American Viewpoint (R) | 19-21 de julio de 2021  | 400 (LV)          | ± 4.9%          | 44%              | 34%             | 12%       |
| American Viewpoint (R) | 1-3 de junio de 2021    | 400 (LV)          | ± 4.9%          | 49%              | 34%             | 11%       |

#### Encuesta hipotética
Susan Wright vs. Jana Sanchez
| Fuente de la encuesta | Fecha(s) de realización | Tamaño de muestra | Margen de error | Susan Wright (R) | Jana Sanchez (D) | Indecisos |
| --------------------- | ----------------------- | ----------------- | --------------- | ---------------- | ---------------- | --------- |
| Data for Progress (D) | 5-12 de abril de 2021   | 344 (LV)          | ± 5.0%          | 53%              | 43%              | 5%        |

Con un republicano genérico vs. un demócrata genérico
| Fuente de la encuesta       | Fecha(s) de realización | Tamaño de muestra | Margen de error | Republicano genérico | Demócrata genérico | Indecisos |
| --------------------------- | ----------------------- | ----------------- | --------------- | -------------------- | ------------------ | --------- |
| Meeting Street Insights (R) | 11-13 de abril de 2021  | 400 (LV)          | ± 4.9%          | 52%                  | 42%                | 5%        |

### Resultados
| Elección especial del 6.º distrito congresional de Texas de 2021 | Elección especial del 6.º distrito congresional de Texas de 2021 | Elección especial del 6.º distrito congresional de Texas de 2021 | Elección especial del 6.º distrito congresional de Texas de 2021 | Elección especial del 6.º distrito congresional de Texas de 2021 | Elección especial del 6.º distrito congresional de Texas de 2021 |
| Partido                                                          | Partido                                                          | Candidato/a                                                      | Votos                                                            | %                                                                |                                                                  |
| ---------------------------------------------------------------- | ---------------------------------------------------------------- | ---------------------------------------------------------------- | ---------------------------------------------------------------- | ---------------------------------------------------------------- | ---------------------------------------------------------------- |
|                                                                  | Republicano                                                      | Jake Ellzey                                                      | 20,837                                                           | 53.27%                                                           |                                                                  |
|                                                                  | Republicano                                                      | Susan Wright                                                     | 18,279                                                           | 46.73%                                                           |                                                                  |
| Total                                                            | Total                                                            | Total                                                            | 39,116                                                           | 100.0%                                                           |                                                                  |
|                                                                  | Control Republicano                                              |                                                                  |                                                                  |                                                                  |                                                                  |